# Samin Davari
Samin Davari (* 2. Juni 1991) ist eine iranische Grasskiläuferin. Sie nahm im Jahr 2005 an der Weltmeisterschaft teil und fährt seit 2008 im Weltcup.

## Karriere
Samin Davari bestritt lange Zeit ausschließlich internationale Grasskirennen im iranischen Skiort Dizin und startete zunächst nicht außerhalb ihres Heimatlandes. Bereits im Alter von 14 Jahren nahm sie an der Weltmeisterschaft 2005 teil. Ihr einziges Resultat dabei war der 17. und zugleich letzte Platz im Super-G. Im Riesenslalom fiel sie im zweiten Durchgang aus, im Slalom war sie nicht am Start. Ihre ersten Punkte im Weltcup gewann die Iranerin im August 2008. In Abwesenheit mehrerer Spitzenläuferinnen erreichte sie den vierten Platz im Riesenslalom und Rang sieben im Super-G, womit sie in der Gesamtwertung der Saison 2008 als Beste ihres Landes den 13. Platz belegte. In der Saison 2009 erzielte Davari bei den Weltcuprennen in Dizin im Super-G den achten Platz, im Riesenslalom fiel sie jedoch im ersten Durchgang aus. Im Gesamtweltcup belegte sie damit den 18. Rang und wurde wie schon im Vorjahr beste Iranerin. In der Saison 2010 fuhr sie auf Rang sieben im Weltcup-Super-G von Dizin, am Riesenslalom nahm sie nicht teil. Bei der ebenfalls in Dizin stattfindenden Juniorenweltmeisterschaft 2010 erzielte sie Rang sechs in der Super-Kombination und Platz sieben im Super-G; im Slalom und im Riesenslalom kam sie nicht ins Ziel. Im September 2010 nahm Samin Davari beim Weltcupfinale in Italien erstmals an Wettkämpfen im Ausland teil. Hierbei belegte sie als jeweils Vorletzte die Plätze fünf und neun in den beiden Slaloms und Rang neun im Riesenslalom. Im Super-G fuhr sie auf den zwölften und letzten Platz. Im Gesamtweltcup erzielte sie 2010 den zwölften Platz.
Nachdem Davari 2011 an keinen Wettkämpfen teilgenommen hatte, startete sie in der Saison 2012 wieder bei Weltcuprennen in Dizin sowie beim Weltcupfinale im österreichischen Rettenbach. Dabei erreichte sie zwei vierte Plätze in den beiden Super-G von Dizin, einen fünften Platz im Riesenslalom von Dizin sowie jeweils den sechsten Rang in Slalom und Super-Kombination von Rettenbach. Im Gesamtweltcup belegte sie – abermals als beste Iranerin – den elften Platz.
Im Winter 2009 nahm Davari im Iran auch an Wettbewerben im Alpinen Skisport teil. Bei FIS-Rennen fuhr sie zweimal unter die schnellsten zehn und bei den iranischen Meisterschaften war ihr bestes Resultat der zehnte Platz im Riesenslalom.

## Erfolge

### Weltmeisterschaften
- Dizin 2005: 17. Super-G

### Juniorenweltmeisterschaften
- Dizin 2010: 6. Super-Kombination, 7. Super-G

### Weltcup
- 5 Platzierungen unter den besten fünf